# موش‌صاریغ لینه
موش‌صاریغ لینه (نام علمی: Marmosa murina) نام یک گونه از سرده موش‌صاریغ‌ها است.